# José Federico de Carvajal
José Federico de Carvajal Pérez (Málaga, 14 de marzo de 1930-Madrid, 13 de junio de 2015) fue un político y abogado español, presidente del Senado entre 1982 y 1989 bajo el Gobierno del PSOE.

## Biografía
Nació en Málaga el 14 de marzo de 1930. Instalado en Madrid, estudió Derecho en la Universidad Central, donde se licenció en 1956. Miembro de la Asociación Internacional de Abogados, destacó por su defensa de la democracia y la libertad, defendiendo varios casos de consejo de guerra y ante el Tribunal de Orden Público. Era también conocido por su gran afición al modelismo ferroviario. Falleció el 13 de junio de 2015 en Madrid.

## Actividad política

### PSOE en clandestinidad (1954-1974)
Miembro del Partido Socialista Obrero Español (PSOE) desde 1953, fue presidente de la Federación de Trabajadores de Derecho de la UGT.
Durante la etapa clandestina, De Carvajal mantuvo reuniones clandestinas en restaurantes de Madrid con cierta asiduidad con miembros del PSOE clandestino del interior de España, a la vez que este se comunicaba con el PSOE en el exilio. También en esta etapa se dedicó profesionalmente a ejercer sus labores de abogado incluyendo la defensa de muchos juzgados frente al Tribunal de Orden Público e incluso preparó juicios para la defensa de acusados frente a tribunales militares que luego llevaban a cabo letrados de las FF. AA..
También viajó como parte de la delegación clandestina a varias reuniones en el exterior falsificando su pasaporte. Entre todas ellas la más notable en la cual tuvo presencia fue en el IV Congreso del Movimiento Europeo en 1962.

### Transición Española (1974-1977)
Tras el Congreso de Suresnes, De Carvajal se encontraba bien posicionado en el ala crítica de los felipistas que acababan de tomar las riendas del PSOE (Rodolfo Llopis había dado paso a Felipe González al frente de la Secretaría General del Partido). En este tiempo se comenzó la redefinición del PSOE en la que González quiso quitar la doctrina marxista de las bases del partido, lo que no sentó muy bien a gran parte del mismo y acabó por desembocar en el XXVIII Congreso del PSOE en el que González se negó a tomar posesión de la Secretaría General y hubo que instaurar una Comisión Gestora que lideró Carvajal.

### Senador del PSOE (1977-1987)
En las elecciones generales de 1977 fue elegido senador por la circunscripción electoral de Ávila, siendo nombrado secretario tercero de la Mesa del Senado y miembro de la Comisión Constitucional.
Como miembro de la Comisión Constitucional del Congreso de los Diputados, De Carvajal dirigió los debates referidos a la redacción de la Constitución Española de 1978.

#### Presidente del Senado (1982-1987)
En las elecciones generales de 1982 fue reelegido senador, en esta ocasión por Madrid, y fue nombrado presidente del Senado, cargo que ocupó durante dos legislaturas al ser reelegido senador en las elecciones de 1986.
Durante esta época, De Carvajal subraya la importancia que se le dio para llevar a cabo viajes oficiales como cuarta personalidad del Estado (tras el rey, el presidente del gobierno y el presidente del congreso) siempre que ocurría alguna tensión con algún otro país. Así, durante sus mandatos De Carvajal realizó viajes oficiales a varios países entre los que se encuentran: Japón, Polonia, Cuba, la URSS, Siria o Jordania.
También instauró la Medallas de Oro de las Cortes Generales, como regalo para las personalidades oficiales de otros países que visitasen el Senado como parte de su visita oficial a España.

### Diputado del PSOE (1989-1993)
En las elecciones generales de 1989 fue elegido diputado al Congreso por Madrid, donde formó parte de la Comisión Constitucional y de Justicia e Interior. Abandonó la política activa al final de la IV Legislatura.

## Obras
Durante su vida, José Federico de Carvajal fue un poeta aficionado que llegó a publicar dos poemarios Romancero de las niñas y Los ojos de Helena.
Además, publicó su autobiografía:
- Carvajal, José Federico de (2010). El conspirador galante: Memorias de «un socialista de otro planeta, en primera línea del activismo clandestino contra Franco». Editorial Planeta. ISBN 978-8408093831.